# Artes y tradiciones populares
Las artes y músicas populares tanto en el pasado como en el presente, son las manifestaciones materiales, artísticas y espirituales, transmitidas y creadas por el pueblo. 
El material mínimo más obvio en trabajos de campo antropológico son los artefactos como herramientas, aperos, utensilios, armas, etc, como una aproximación a la tecnología, para explicar la estructura social con la única vía disponible, los restos de los hechos físicos del sistema social (llamados "cultura material"); pero en la época actual las artes y tradiciones populares vivas, aportan multitud de elementos para los estudios culturales.
Institucionalmente todas estas manifestaciones están presentes en su versión actual en el folclore, que se concreta en las fiestas anuales para celebrar las cosechas u otras como los carnavales. Estas están guardadas como memoria artística, tradicional, de usos y costumbres en los museos etnográficos (o antropológicos) y en departamentos universitarios, como material didáctico para ver el pasado humano. La artesanía actual es el acercamiento más puntual a la cuestión como cultura popular e incluye lo textil, la orfebrería, el tallado, la cerámica y la elaboración de alimentos, como artes menores. Los pueblos primitivos actuales en las áreas rurales, con Arquitectura y Transportes, completaría el tema.
Con estos elementos culturales se pueden también estudiar los pueblos ya pasados, para deducir su sistema social y como interactuaban en su dinámica social: la religión como cultos y magia, más política como liderazgo y sanción, como la formación típica o teocracia. Sociólogos y etnógrafos clásicos estudiaron la cuestión en base al análisis hecho en los yacimientos de los pasados imperios americanos, asiáticos y africanos, relegando el estudio de la cultura de las masas en Europa por décadas.
La cultura popular como suma de artes, tradiciones, usos y costumbres, en su forma actual, se ha definido como no clásica o convencional, y así la clásica se refiere solamente a una clase social media-alta. Asimismo, fuera del ámbito académico, se piensa que el hecho popular es pobre en contenido por ser su naturaleza masiva, a pesar de que este gusto popular sirve también para cimentar la cohesión social; según Lazarsfeld y Ortega y Gasset:
{{cquote|El objeto del interés por la cultura residual, no clásica, es el conocimiento del pueblo llano de clase media-baja y baja, de cómo son sus actitudes y aptitudes, por ejemplo a través de lo lúdico y la artesanía, respectivamente, y su respuesta grupal a los medios de comunicación y entretenimiento masivos. Sin olvidar el tema de la arquitectura en la ciudad y en el campo, que compendiaba las formas de vida al ser hogar y taller o establo al mismo tiempo, medio de vida y medio de producción. Por consiguiente, los artefactos de ambos usos estaban bajo el mismo techo. También hay otros fines de estudio que son políticos o electorales y de mercadotecnia para aumentar ventas. Los partidos políticos, sectas religiosas y grupos de voluntarios también tienen sus intereses. Las aplicaciones en la educación extracurricular basada en las escuelas comunitarias y en los trabajos comunitarios como fotografía, naturaleza, senderísmo, arqueología, etc. En resumen, interés en esa cultura para clientelismo, captación, adoctrinamiento y reclutamiento.

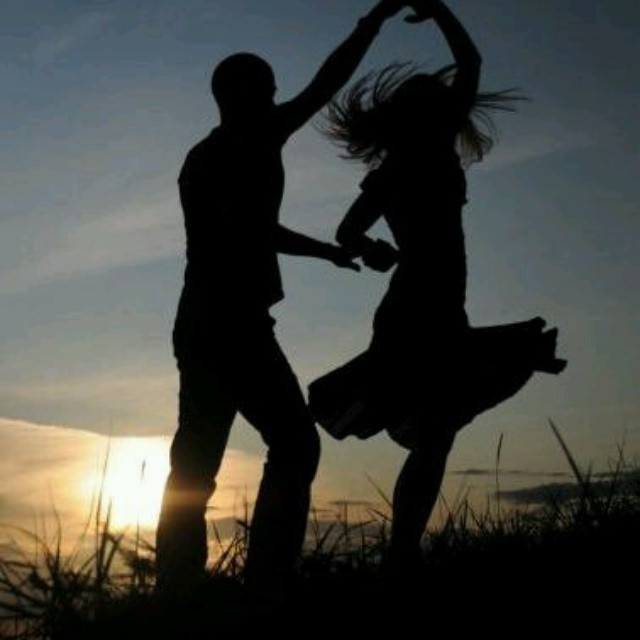
Danza Folclórica.

La manifestación más pura e ingenua está en las funciones de la misma cultura popular, expresión y coexistencia, y en su desarrollo como Artes y Tradiciones y en los intelectuales estudiosos, que han puesto su mira en la interpretación de estos hechos para deducir modelos que expliquen esas formas de comportamiento generalizado, para mejorar el estudio de la cultura en sí misma, y la de sus usuarios, como interpretación del mundo,la

## Argentina
En Argentina la cultura popular y la tradición van de la mano, se viven en cada provincia de manera diferente, el Folclore, los Carnavales, San Baltasar y otras conmemoraciones, hacen que estas festividades dejen viva la llama de los antepasados, sin que se pierda al acervo cultural, el cual permite que generaciones posteriores conozcan sus raíces.

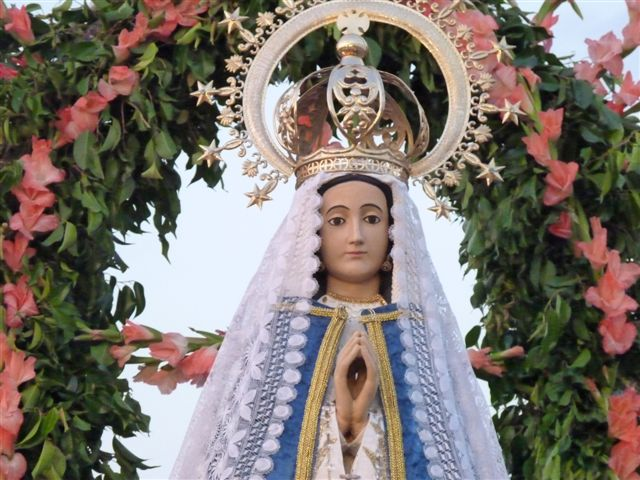
Virgen Itatí.

En Itatí departamento de Corrientes Capital, una de las conmemoraciones más importante es la veneración a la Virgen de que lleva como nombre dicho departamento Itatí; miles de fieles de todas las edades caminan cerca de setenta km hacia la Basílica de la Virgen para pedir un favor o simplemente agradecer por favores recibidos, esta tradición esta arraigada a todos los correntinos, que año tras año realizan el mismo recorrido.
El mate es una bebida popular en muchos países de América del Sur. La bebida tiene sus orígenes en el pueblo guaraní, autóctono de la zona en torno de lo que hoy en día es el Paraguay, sur de Brasil y norte de Argentina. La bebida se prepara utilizando las hojas de la planta triturada de yerba mate, que se filtra en agua caliente o fría. Esta bebida popular alcanza a todas las clases sociales. En Misiones Argentina se encuentra el Instituto Nacional de la Yerba Mate.

## Ejemplos de artes y tradiciones populares de Honduras
Ejemplos de artes y tradiciones populares de España:
- Movida madrileña
- Moros y Cristianos
- Semana Santa
- Belén

Ejemplos de artes y tradiciones populares de Argentina:
- San Baltasar
- Chamamé
- Día de la Pachamama.